# داریو بوتارو
داریو بوتارو (ایتالیایی: Dario Bottaro؛ زادهٔ ۵ نوامبر ۱۹۶۶) دوچرخه‌سوار اهل ایتالیا است.

## باشگاهی
از باشگاه‌هایی که در آن رکاب زده‌است می‌توان به جویس–بالان اشاره کرد.